# Nicolas Kolovos
Nicolas Kolovos, född 13 juli 1973 i Ljungarums församling i Jönköping, är en svensk filmregissör, dramatiker och manusförfattare. Han är uppvuxen i stadsdelen Norrby i Borås.

## Filmografi
- 2015 - Fikon kortfilm
- 2013 - Porsche kortfilm
- 2013 - End of the road kortfilm
- 2012 - Special Day kortfilm
- 2011 - Starke man 2 (TV)
- 2011 - Thomas rum, kortfilm
- 2010 - Starke man (TV)
- 2010 - Peters rum, kortfilm
- 2008 - Jag är bög, kortfilm
- 2003 - Kyssen, dokumentär
- 2001 - Att hänga en kompis, kortfilm
- 2000 - Hobby, kortfilm

## Dramatik
- 2017 Klätterbaronen
- 2017 Med kärlek från Kos
- 2017 Kniven
- 2015 Himmel över Göteborg
- 2014 Bananhuset